# Adriana Ocampo
Adriana C. Ocampo Uria (née le 5 janvier 1955) est une géologue planétaire colombienne et chef de programme scientifique (Science Program Manager) au siège de la NASA. En 1970, Ocampo émigre en Californie et termine sa maîtrise en sciences à l'Université d'État de Californie à Northridge. Elle effectue ensuite son doctorat à l'Université libre d'Amsterdam aux Pays-Bas. Au cours de ses études secondaires et supérieures, elle travaille au Jet Propulsion Laboratory, d'abord comme volontaire et ensuite comme employée pendant les vacances. À partir de 1983, elle y travaille comme chercheuse,. Aujourd'hui elle travaille au siège de la NASA à Washington DC.
Elle et ses collègues sont les premiers à identifier un anneau de cénotes à l'aide d'images satellites, la seule trace en surface du cratère de Chicxulub, enterré,. Cette recherche contribue largement à la compréhension de ce cratère d'impact. Ocampo mène par la suite au moins sept expéditions de recherche sur le site du Chicxulub,. Ocampo dirige également l'expédition vers le site d'éjecta du Belize, un autre site d'impact de cratère, lié à l'impact de Chicxulub,. Elle poursuit sa recherche de nouveaux cratères d'impact, et avec son équipe, en 2017, elle signale un possible cratère près de Cali, en Colombie.
En tant que responsable principal du programme New Frontiers, Ocampo est la coordinatrice scientifique des opérations de mission de projet de vol dans la mission Galileo et participe à l'élaboration des plans stratégiques pour la mission Juno,. Elle reçoit le prix de la femme de l'année en science de la Comisión Femenil (en) en 1992. En 2002, elle est nommée l'une des femmes les plus importantes en science par le magazine Discover. Pour commémorer ses contributions à l'exploration spatiale, un astéroïde porte son nom.

## Jeunesse et éducation
Adriana C. Ocampo Uria est née le 5 janvier 1955 à Barranquilla, en Colombie. Elle est la fille de Teresa Uria Ocampo et Victor Alberto Ocampo. Sa famille déménage à Buenos Aires, en Argentine, et émigre ensuite à Pasadena, en Californie, en 1970, à l'âge de 14 ans, où elle étudie la physique et le calcul. Pendant le lycée, Ocampo fait partie de la troupe scout 509 du Jet Propulsion Laboratory (JPL). En 1973, alors qu'elle est encore au lycée, elle obtient un emploi d'été au JPL, où elle analyse les images envoyées par les sondes spatiales Viking. En 1980, Ocampo a obtenu la citoyenneté américaine.
Elle commence ses études supérieures en ingénierie aérospatialle au Pasadena City College tout en participant à un programme parrainé par Jet Propulsion Laboratory. Ocampo intègre ensuite l'Université d'État de Californie à Los Angeles, où elle change de spécialité. Ocampo obtient son baccalauréat en géologie de l'Université d'État de Californie à Los Angeles en 1983 alors qu'elle travaille au Jet Propulsion Laboratory. En 1983, après avoir obtenu son diplôme, elle y accepte un emploi à temps plein en tant que chercheuse scientifique. Elle obtient sa maîtrise en sciences en géologie planétaire de l'Université d'État de Californie à Northridge, en 1997, et elle termine son doctorat à l'Université libre d'Amsterdam.

## Carrière à la NASA

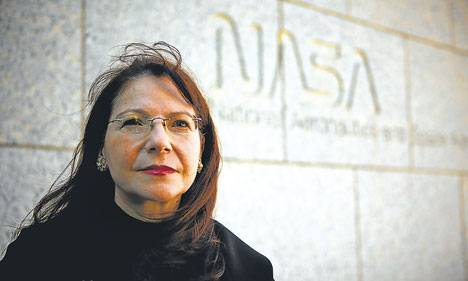
Adriana Ocampo

Adriana Ocampo débute en 2015 en tant que responsable exécutif du Programme New Frontiers au Jet Propulsion Laboratory,. La mission du Programme New Frontiers est de prendre en considération les priorités et les objectifs de la communauté scientifique en planétologie et d'y répondre en développant des missions et engins spatiaux de classe moyenne qui permettront d'améliorer la compréhension du système solaire. Il s'agit notamment de la mission Juno vers Jupiter, de la mission New Horizons vers Pluton et de la mission de retour d'échantillons d'astéroïdes OSIRIS-REx. Elle est également la principale scientifique de la NASA dans le cadre de la collaboration avec l'Agence spatiale européenne lors de la mission Venus Express et avec l'Agence d'exploration aérospatiale japonaise pour la mission Akatsuki. En reconnaissance de ses contributions à l'exploration spatiale, un astéroïde porte son nom.

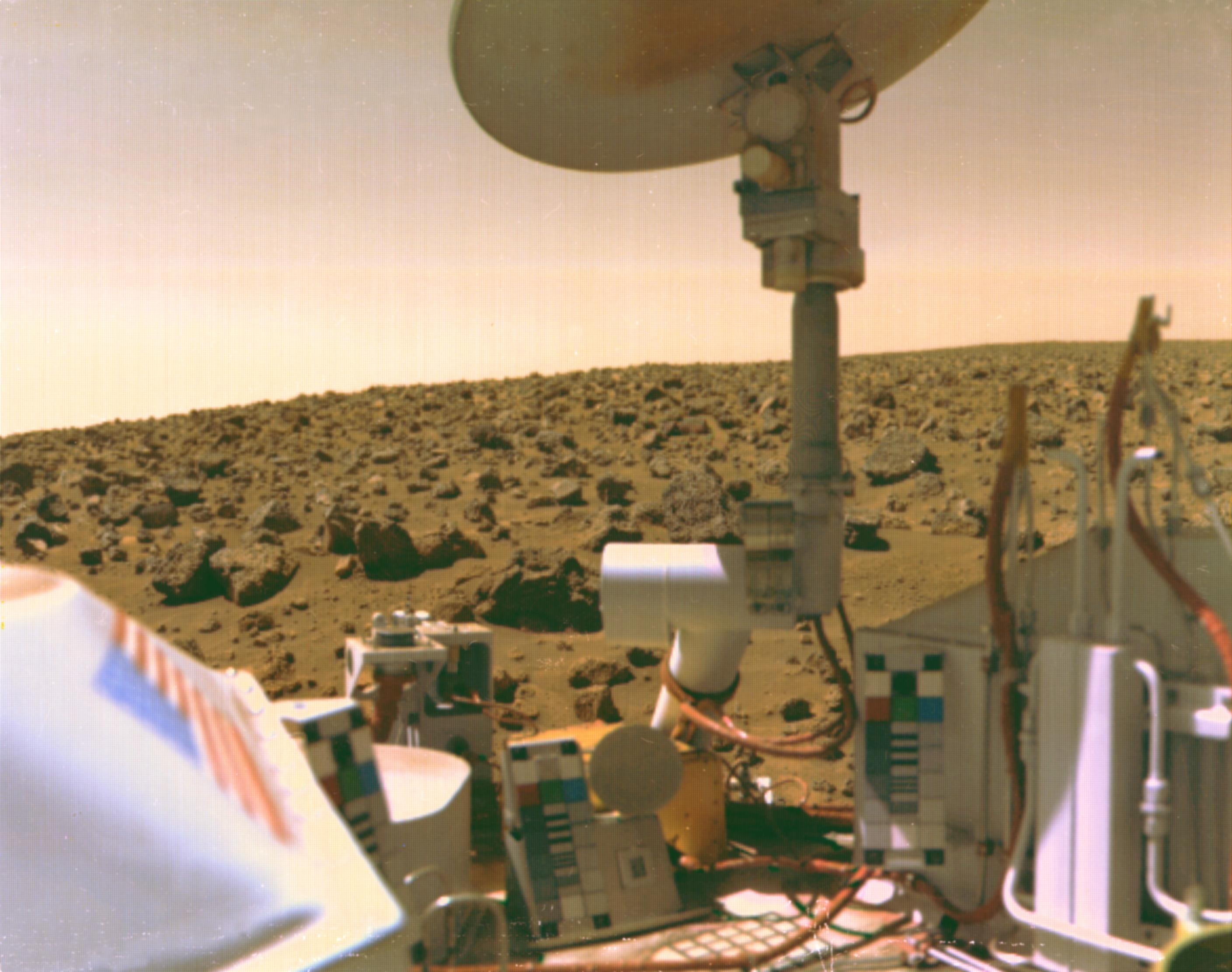
Paysage de Mars photographié par Viking 2

Adriana Ocampo travaille dans un laboratoire de traitement d'images multi-missions. Elle est membre de l'équipe d'imagerie du programme Viking où elle planifie, analyse et produit des images des satellites de Mars, Phobos et Deimos, publiées par la NASA en 1984 et utilisées plus tard pour planifier la mission soviétique Phobos,. Au cours de cette mission, l'équipe détecte 100 kilomètres de profondeur à travers l'atmosphère dense de Vénus. Leurs résultats sont particulièrement utiles pour caractériser le « côté nuit » de Vénus, puisqu'ils permettent à l'équipe de scientifiques de reconstruire des cartes du côté nuit de Vénus, avec des résolutions 3 à 6 fois meilleures que celles des télescopes terrestres,.
Le cratère d'impact de Chicxulub est situé sous la Péninsule du Yucatán au Mexique. Les scientifiques ont émis l'hypothèse que ce cratère avait été formé par l'impact d'un astéroïde, qui aurait en outre conduit à des extinctions massives sur Terre. Cette hypothèse a déjà été postulée au début des années 1980 par le physicien Luis Walter Alvarez et son fils le géologue Walter Alvarez. Cependant, cette théorie s'appuyait uniquement sur la présence d'iridium dans la couche limite K/T. En effet, cet élément est principalement présent dans les astéroïdes et les comètes. En recherchant des ressources en eau au Yucatán à l'aide d'images satellites en 1989 et 1990, Ocampo, l'ancien archéologue de la NASA Kevin O. Pope, et Charles Duller, trouvent des cénotes liés à ce cratère. Adriana Ocampo et ses collègues émettent l'hypothèse que le cénote pourrait être près du site d'impact, et leurs résultats sont publiés plus tard dans Nature en mai 1991. En 1991, la NASA et The Planetary Society de Pasadena parrainent une expédition dirigée par Ocampo et Pope. Au cours de cette expédition, Ocampo et ses collèges découvrent deux nouveaux sites contenant deux couches constituées de particules qui avaient été éjectées lors de l'impact de l'astéroïde puis se sont écoulées, générant des lobes d'éjecta. Les lobes d'éjecta à Chicxulub sont essentiels pour mieux comprendre Mars, car la majeure partie de cette planète est couverte par des tels éjectas. Ocampo obtient sa thèse de maîtrise sur l'étude du cratère d'impact de Chicxulub à l'Université d'État de Californie à Northridge.
Le programme d'exobiologie du bureau des sciences spatiales de la NASA et la Planetary Society de Pasadena ont parrainé une autre expédition vers un second site d'éjectas situé au Belize. Ocampo y mène des expéditions en janvier 1995, 1996 et 1998. De petites particules ressemblant à du verre vert, et identifiées plus tard comme des tectites, sont trouvées sur le site. Ces particules, formées à la suite d'une exposition à des températures élevées comme celles générées lors de l'impact, relient ce site à d'autres sites d'éjectas dans les Caraïbes et au Mexique.

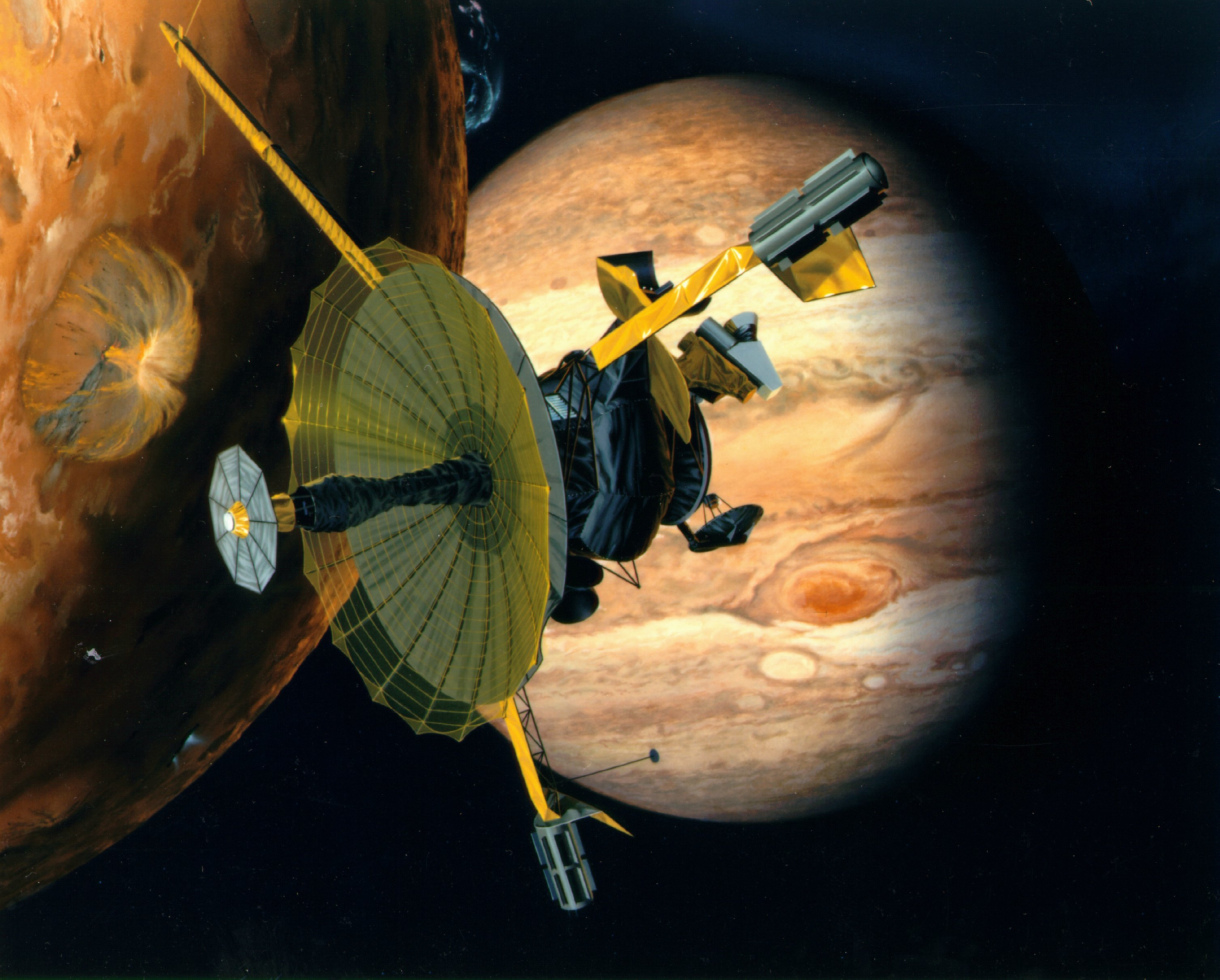
Vue d'artiste de Galileo devant Io avec Jupiter en arrière-plan ; l'antenne à gain élevé est entièrement déployée (elle ne se déploiera pas en réalité)

En 2005, Ocampo est membre de l'équipe de la mission Galileo. Elle dirige le spectromètre de cartographie proche infrarouge (NIMS), un des instruments à bord de la sonde Galileo. Elle est la coordinatrice scientifique pour les opérations en vol de la mission. Galileo est lancé en 1989 vers Jupiter, équipé de quatre instruments de télédétection, l'un d'entre eux étant le NIMS. Ocampo est chargée de la planification des observations de Europe, l'une des lunes de Jupiter, et de l'analyse des données. Adriana Ocampo et ses collèges publient les résultats de cette étude dans la revue Icarus intitulée "Galileo's Multiinstrument Spectral View of Europa's Surface Composition".
Ocampo dirige la mission Juno et est chargée de développer des plans stratégiques et des recommandations pour la recherche sur Jupiter,. Juno est le premier vaisseau spatial construit avec des panneaux solaires d'une envergure supérieure à 8 m.

## Récompenses et honneurs
Ocampo reçoit le prix de la Femme de l'Année en Science de la Comisión Femenil (en) de Los Angeles en 1992. Elle reçoit également le "Advisory Council for Women Award" au JPL en 1996 et le Prix de la Science et de la Technologie de la Fédération Chicano en 1997.
En 2002, Ocampo est nommée l'une des 50 femmes les plus importantes en science par le magazine scientifique Discover. 
L'astéroïde 177120 Ocampo Uría, découvert par l'astronome américain Marc Buie à l'observatoire national de Kitt Peak en 2003, porte son nom.